# 幕張

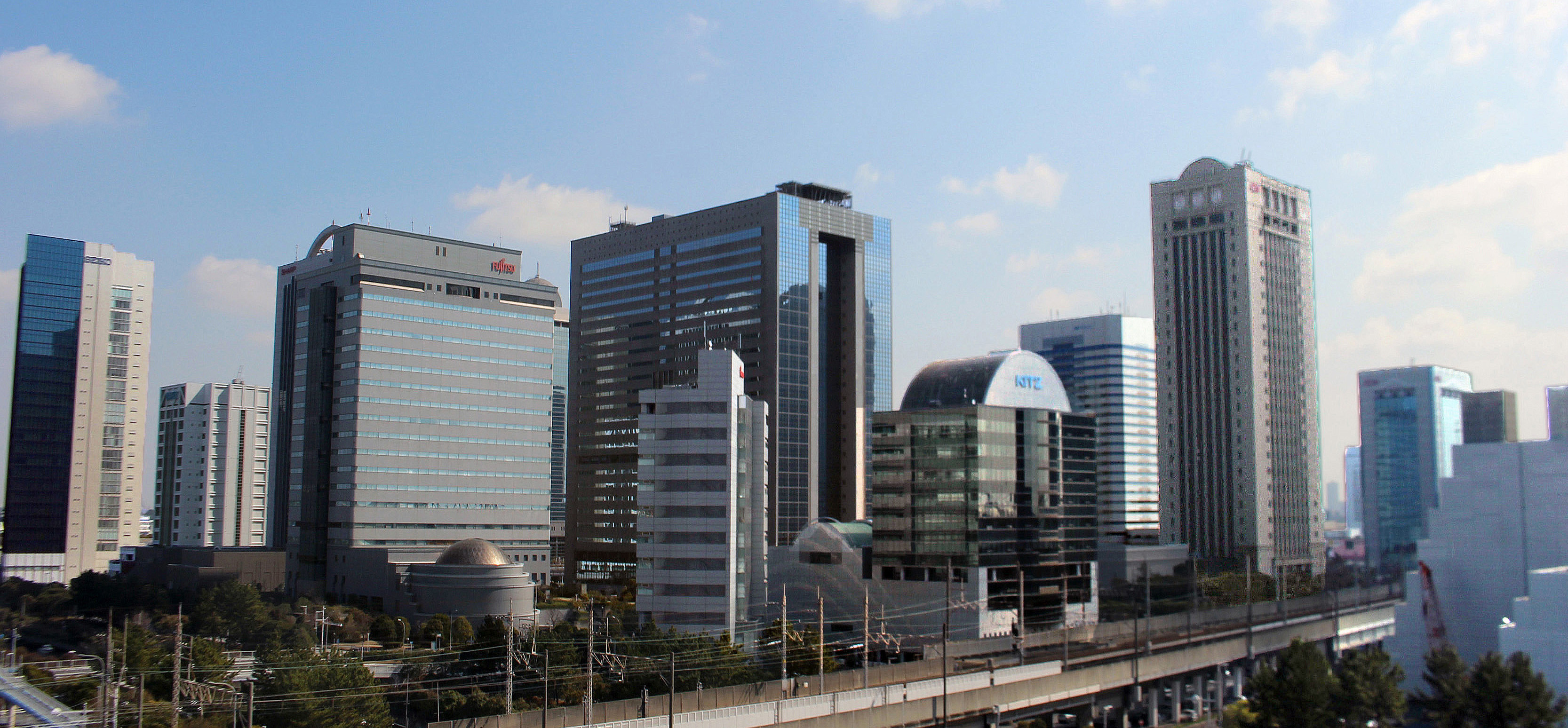
幕張新都心（美浜区）

幕張（まくはり）は、千葉県千葉市美浜区・花見川区に広がる広域地名。

## 地理

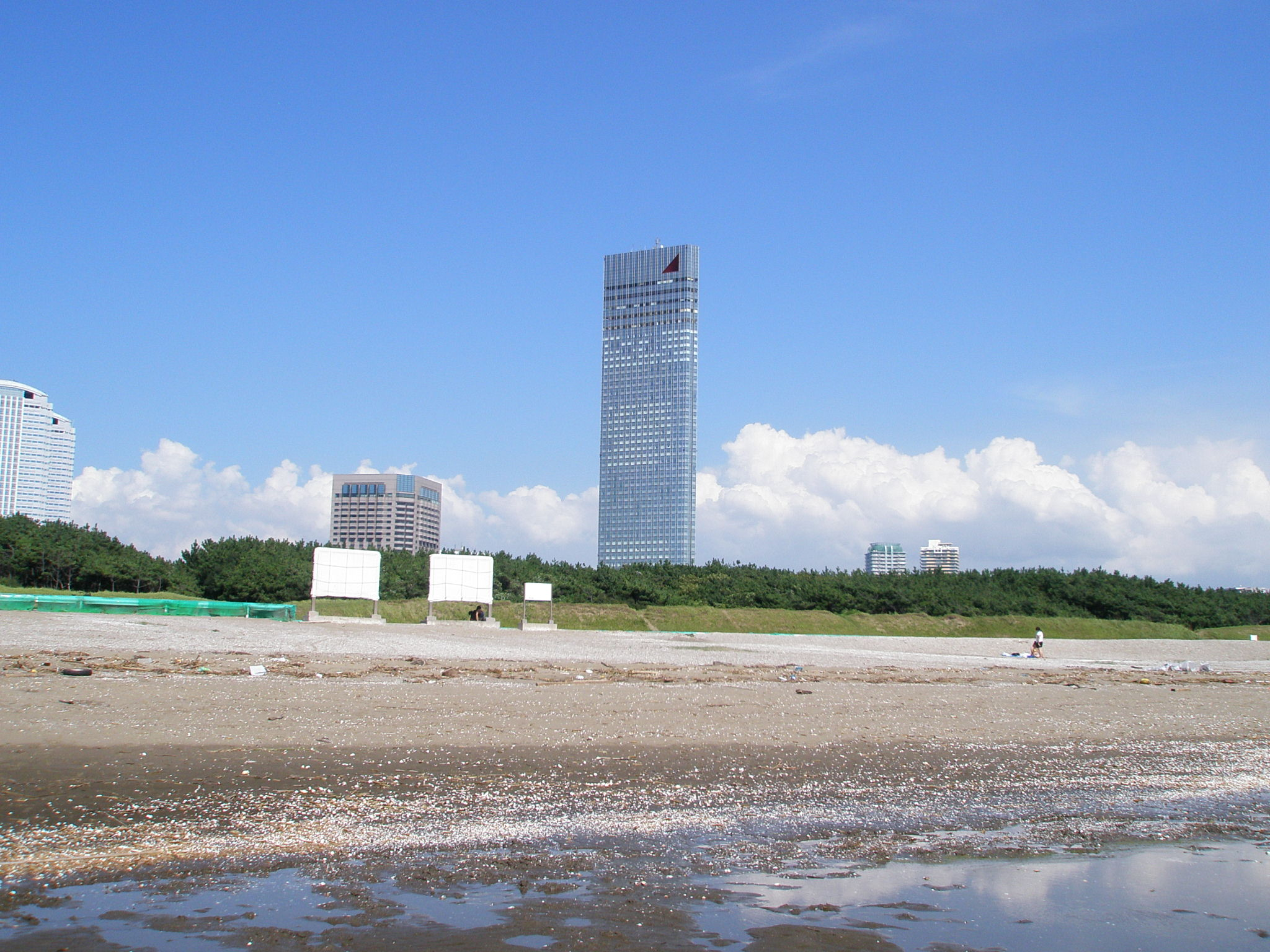
人工海浜「幕張の浜」（千葉市美浜区）

花見川区幕張地域は内陸側にあり、JR総武線・京成電鉄千葉線沿線である。美浜区幕張地域は海浜側にある埋立地で、JR京葉線沿線である。これらの地域の地誌は、おおよそ以下の通りである。
習志野市から千葉市西部にかけての東京湾沿い一帯は、下総台地が海岸沿いまで迫って海食崖を形成し、江戸時代には台地を刻む小河川の河谷ごとに村落が形成されていた。こうした形態の村落を西から挙げていくと、現在の習志野市の区域には谷津（やつ）村、久々田（くぐた）村（菊田川）、鷺沼（さぎぬま）村、千葉市に入って馬加（まくわり）村（浜田川）、検見川（けみがわ）村（花見川）、稲毛（いなげ）村、黒砂（くろすな）村である。この一帯の西側は船橋市中心街を形成する海老川河口低地帯の、東側は千葉市中心街を形成する都川河口低地帯の、それぞれ中規模の沖積平野によって区切られる。
花見川区幕張地域は、浜田川の河谷を中心とした馬加村が、上流の武石村、天戸村、長作村、実籾村と合併して成立した幕張村に由来する。この幕張村は浜田川河谷の低地で水田を、周辺の台地で畑作を営んでいたが、特に浜田川と東側の花見川の両河川の河口の間は砂丘が広がり、かつてはここが良質の人参産地となっており、「幕張人参」のブランドで知られた。今では浜田川西岸の台地上にも、東岸の砂丘上にも、畑はわずかしか残っていないが、土の色を見ると西岸の幕張本郷駅近くの畑は関東ローム層特有の赤褐色を、東岸の幕張駅近くの畑は白っぽい砂の色をしており、両者の畑の性格が異なることを知ることができる。
1960年代から1970年代にかけて東京湾沿いの埋め立てが進んだが、浜田川を中心に、西は千葉市と習志野市との境界から、東は花見川に至る範囲が、「幕張埋立地」と名付けられた。ここが現在の美浜区幕張地域である。
JR総武線の幕張本郷駅は浜田川河谷の低地のすぐ西に迫る台地の上に、幕張駅は東側の砂丘の上に位置している。京成幕張駅の南側の砂丘の頂上には青木昆陽を祭る昆陽神社があり地元民からは芋神様（いもがみさま）と呼ばれて親しまれている。総武線と京成線の重なる「開かずの踏切」による交通難の解消のための駅前の再開発で一旦移転したが、後にもとの位置に戻った。

### 広義の幕張
元々は下総国千葉郡の西側一帯を指して幕張（もしくは馬加）と言ったようである。千葉市の隣の習志野市がこの形になったのは1954年であるが、この時八千代市や船橋市の「習志野」を名乗る周辺および当時の幕張町で合併を検討していた。この時の合併計画は「幕張地域合併」という言葉で呼ばれた。このことからも元々この一帯をさした使われ方をされていたことが良く分かる。なお、旧千葉郡の西部を指して津田沼、習志野と言う言葉を使うが、両者とも明治時代の社会変動期に起源をもつ地名である（詳しくは習志野市の項目、千葉郡を参照）。

## 幕張と地名
名前に「幕張」と付く町域として、花見川区に「幕張本郷」（- ほんごう）と「幕張町」（- ちょう）、美浜区に「幕張西」（- にし）がある。
花見川区幕張地域はこの2町域で面積の大半を占める。他方、美浜区幕張地域は「幕張」と付かない町域名が多く、「豊砂」（とよすな）、「美浜」、「中瀬」（なかせ）、のり養殖漁業に由来する「ひび野」、打瀬網漁に由来する「打瀬」（うたせ）など、地理的要因や埋め立て前の歴史に基づく命名も見られる。美浜区側でも市街地の通称や施設名などは、「幕張」と付くものが多い。

### 「幕張市」が存在するという誤解
1980年代末期から1990年代にかけて幕張新都心を中心とした開発が急速に進み、それに伴い、各メディア媒体などで幕張地域の露出が急増したが、制作スタッフの認識不足などが原因でテレビ番組で幕張地域を取り上げる際に「千葉県幕張市」と実在しない自治体名で誤って紹介されたり、国際的な会合でも出席者から幕張地域が千葉市の一部であることに反応することが度々発生している。当時の千葉市長である熊谷俊人は幕張の認知度の高さ故のものであるとして、「今後も積極的な発信が必要だと感じました」とコメントしている。

## 特徴

### 花見川区幕張地域
古くから「幕張」と呼ばれていた地域である。面積は花見川区幕張本郷と幕張町で計515ヘクタール、武石町（たけいしちょう）を加えると計624ヘクタール。
このうち習志野市寄りにある幕張本郷は、旧・幕張町一丁目と二丁目の各一部が分かれて、1982年（昭和57年）3月1日と1985年（昭和60年）1月1日に住居表示変更で設定された。
鉄道開通は早く、JR総武線の幕張駅は1894年（明治27年）12月に開業（津田沼 - 千葉間では最初の開業）。1921年（大正10年）7月には京成電鉄千葉線が開業し、両線はほぼ並行して北西（習志野市寄り） - 南東（花見川寄り）方向に走っている。
1981年（昭和56年）10月1日、JR（当時は国鉄）総武線の幕張駅の習志野市寄りに幕張本郷駅が開業した。1991年（平成3年）8月7日には同じ敷地に京成幕張本郷駅が開業、同じく京成幕張駅の習志野市寄りに位置する。2014年1月現在、この4駅には普通列車（各駅停車）のみが停車する。
1992年（平成4年）4月1日に千葉市が政令指定都市になったことに伴い、この地域は花見川区の一部となった。

### 美浜区幕張地域
埋め立てにより、1980年（昭和55年）までに順次拡大しながらできた地域である。幕張西一丁目 - 四丁目が1979年（昭和54年）11月1日に幕張町一丁目から分かれて設定され、同五 - 六丁目、浜田、豊砂、美浜、中瀬、ひび野、若葉、打瀬が1980年（昭和55年）4月22日に設定された。
駅名とどちらが古いか不明（資料不足）だが、花見川区幕張地域と区別して「海浜幕張」と呼ばれることがある模様。
1986年（昭和61年）3月3日にJR（当時は国鉄）京葉線が部分開通し、海浜幕張駅が開業した。2008年 7月現在、同駅には通勤快速を除く快速列車と普通列車と特急の一部列車が停車。同線はほぼ北西（東京駅寄り）－南東（蘇我駅寄り）方向に走っている。
1992年4月1日に千葉市が政令指定都市になったことに伴い、この地域は美浜区の一部となった。

#### 幕張新都心

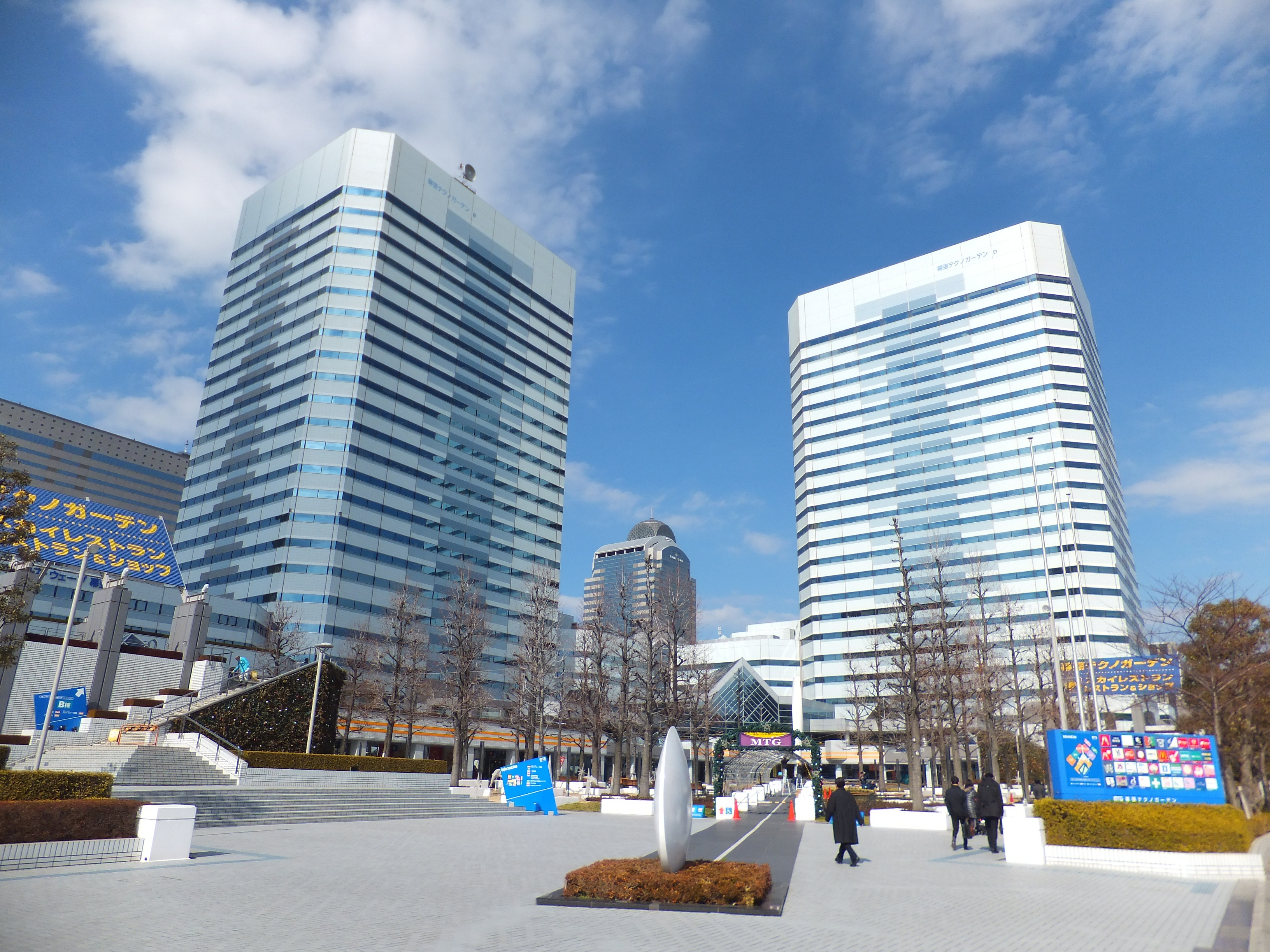
幕張テクノガーデン

幕張新都心はJR京葉線の海浜幕張駅を中心に開発された地区。東関東自動車道の南西側、浜田川の南東側である。
幕張新都心の美浜区中瀬・ひび野を所在地とする企業オフィスや公共施設は数多い。この「新都心」は「東京に加えて新たに都心機能を担う」といった意味合いである。
中瀬には、二丁目（京葉線の海浜側）にワールドビジネスガーデン（WBG; 地上35階）、一丁目（内陸側）に幕張テクノガーデン（MTG; 地上24階）という、いずれも高層オフィスビルがある。中瀬二丁目のWBGの海浜側と北西側には、国際展示場など「幕張メッセ」の施設が並ぶ。中瀬二丁目の南東隣り、ひび野二丁目にはホテル群がある。中瀬一丁目にはMTG以外に、セイコーインスツル(SII) 本社やシャープ東京支社などIT関連企業、小売業のイオン本社といった、国内大企業のビルが立ち並ぶ。中瀬一丁目の南東隣り、ひび野一丁目には、大型シネコンやレストランを擁する複合施設「メッセ・アミューズ・モール」、小売業のカルフールの日本1号店となったカルフール幕張（現在はイオン幕張店）がある。

#### 幕張海浜公園
幕張海浜公園は全体面積約71.9ヘクタールの広大な都市公園。美浜区ひび野（一・二丁目）に位置するA-Cブロックは、日時計を中心に配した広場、彫刻と緑の遊歩道、花時計がある広い芝生、日本庭園など、多様なコンセプトをうかがわせる。美浜区美浜に位置するD-Fブロックの東京湾岸は人工海浜「幕張の浜」（ただし遊泳や花火、バーベキューは禁止）で、FブロックにはZOZOマリンスタジアムがある。Gブロックは同じく東京湾沿いの美浜区豊砂に位置する。

#### 幕張ベイタウン
幕張ベイタウンは美浜区打瀬に位置する住宅街。同町域はJR京葉線・県立幕張海浜公園・東京湾・花見川に囲まれている。広大な都市公園のすぐそばだが、街中にも小さな公園がいくつも点在する。花見川沿いには緑地帯がある。ヨーロッパ的な街並みで美しいと度々話題になっている。

#### 文教地区
美浜区若葉は文教地区となっている。幕張新都心開発よりひと足早く大学施設や学校が開設され始めた「学園のまち」である。若葉一丁目と二丁目は東関東自動車道の北東側で浜田川と花見川の間、三丁目は南西側でひび野一丁目と花見川の間。
千葉市美浜区若葉における大学施設・学校開設の例
| 年     | 月  | 丁目   | ことがら                                                                           |
| ------ | --- | ------ | ---------------------------------------------------------------------------------- |
| 1980年 | 4月 | 三丁目 | 県立幕張東、幕張西、幕張北の3高等学校が開校。                                      |
| 1983年 |     | 一丁目 | 神田外語グループの研究所が設立される。                                             |
| 1983年 |     | 一丁目 | 渋谷教育学園幕張高等学校が開校。                                                   |
| 1983年 | 4月 | 一丁目 | 昭和学院秀英高等学校が開校。                                                       |
| 1983年 | 4月 | 二丁目 | 放送大学が設置される （2年後に放送による授業を開始）。                             |
| 1984年 | 4月 | 二丁目 | 県立若葉看護高等学校が開校 （千葉東高等学校衛生看護科を継承、同月から2年で移行）。 |
| 1985年 | 4月 | 一丁目 | 昭和学院秀英高校に附属中学校が開校 （現校名は「昭和学院秀英中学校」）。            |
| 1986年 |     | 一丁目 | 渋谷教育学園幕張高校に附属中学校が開校 （現校名は「渋谷教育学園幕張中学校」）。    |
| 1987年 |     | 一丁目 | 神田外語大学が設立され、研究所はその付属研究所となる。                             |
| 1996年 | 4月 | 三丁目 | 県立幕張総合高等学校が 3高校統合により開設される。                                 |
| 2004年 | 4月 | 三丁目 | 県立幕張総合高校と若葉看護高校が統合される （幕張総合高校看護科設置）。            |

#### 豊砂・浜田・幕張西
浜田川と習志野市の間で、大まかに言うと海浜側から豊砂・浜田・幕張西となる。
幕張西について千葉市公式サイトには、 一丁目から 四丁目について“昭和39年より49年にかけて幕張町一丁目に編入された公有水面埋立地をもって幕張西一 - 四丁目の住居表示を実施(S.54.11.1)。町名設定にあたっては幕張の西側に位置していること、及び住民投票による地域の希望により幕張西と附した。”と、また、五丁目と六丁目について“当地区は主に幕張の旧漁民に分譲される一戸建住宅地であり将来は「幕張西地区」と一体的なものと考えられるので幕張西五・六丁目と附した。(S.55.4.22)”と記されている。

## 歴史

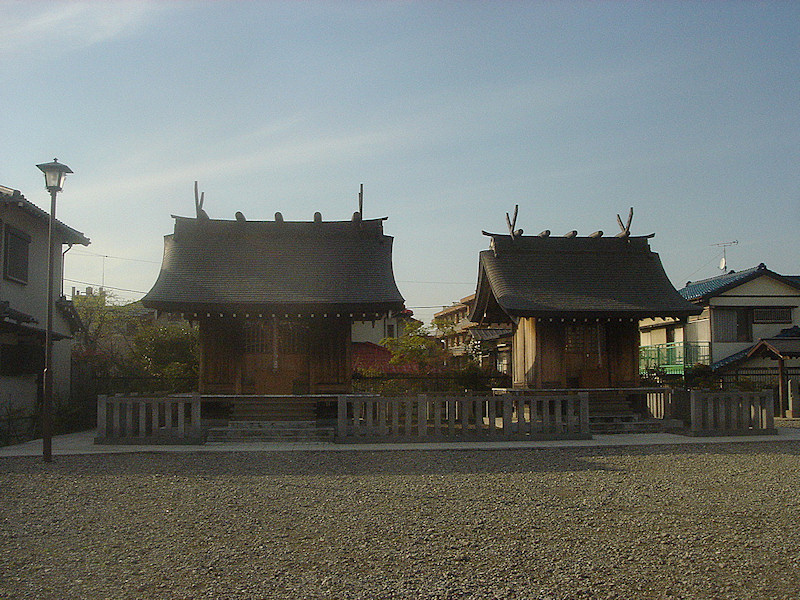
昆陽神社

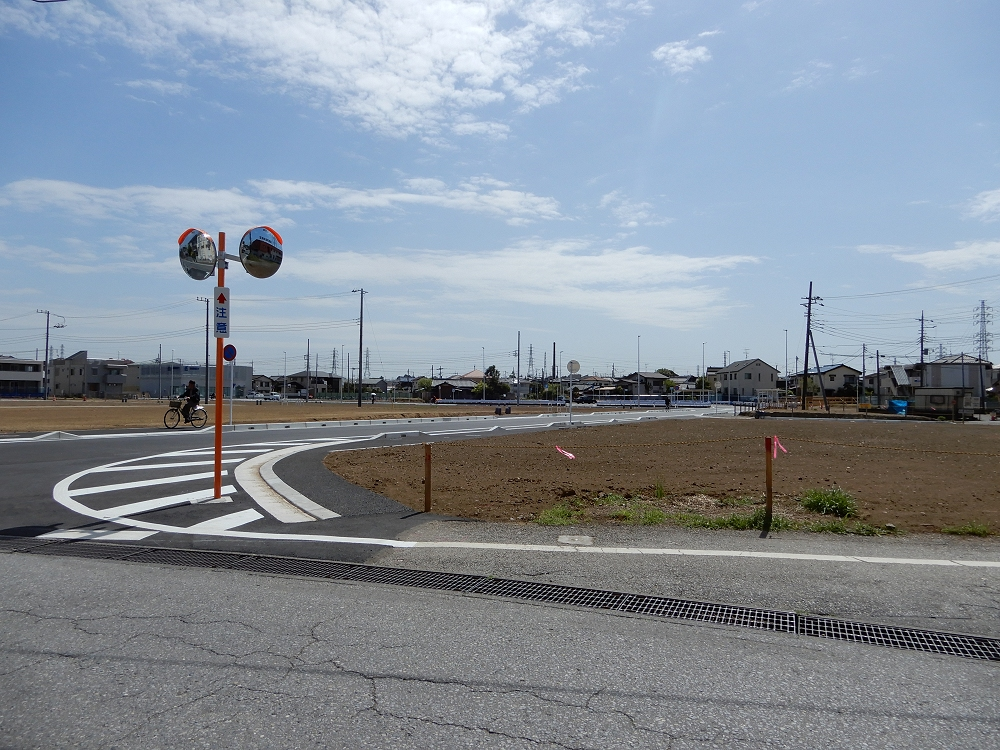
再開発が進む幕張駅北口エリア

「幕張」という名前自体の発祥は定かではない。一説にはマクワウリの栽培に適しており、それが所以と言うが、マクワウリが栽培された記録は残っていない。近世までは馬加（まくはり）と表記し、まくわりと読んだ。
千葉に多くみられる頼朝伝説のひとつとして、源頼朝が幕張の地にたちよった、馬を乗り換えた(馬を加えた)ので「馬加」になった、または、天幕を張ったので「幕張」になった、などという言い伝えもきかれる。
12世紀後半、下総国千葉郡武石郷と呼ばれていた。領主は、千葉常胤の三男。武石三郎胤盛であった。その後、次第に開発が進められ、13世紀後半には、約1500軒を数えるまでの集落に発達したようである。室町時代に下総国守護千葉満胤の子・康胤が馬加城主（馬加城は、現在の二宮神社付近と言われる）となり馬加氏と名乗る。1455年、千葉氏で内紛が発生し、反主流派の盟主となった馬加康胤は甥である千葉胤直親子を滅ぼして当主の座を奪い、千葉康胤と名乗る。以後佐倉に移った康胤の子孫が千葉氏の当主の地位を継いだ。
大正期に編纂された「千葉郡幕張町誌」（家鴨文庫所蔵）によれば、中世では須賀（または素加）すがと読ばれていた。子守神社の旧名も素加天王社といい、大須賀山、須賀原などの地名も見える。
江戸時代には江戸町奉行の与力給地が置かれ、その関係で享保20年（1735年）に青木昆陽がサツマイモの試作を行った場所として有名である。このため、天明の大飢饉の際に餓死者は皆無だったようだ。弘化3年（1846年）に村人たちは彼の徳を敬い、昆陽神社を建設した。京成幕張駅の近くには昆陽神社や甘藷試作地記念碑がある。また、京成とJR線をくぐるトンネルは昆陽隧道と命名されている。また、江戸後期の大相撲で活躍した荒馬大五郎（宮城野馬五郎、二代目宮城野）の出身地であり、その墓が大須賀山にある。
明治時代になると、千葉郡に編入され馬加、武石、長作、天戸の各村の役場を統一して、馬加に行政を統一した（明治11年）。そして同時期にJRおよび京成電鉄の幕張駅周辺は東京近郊の海水浴場として賑わった。そのため千葉市内にある駅としては幕張駅は千葉駅に続いて設置され、総武線の中でも古い駅の一つになっている。沖合いの埋め立てが始まるまでは幕張駅から数分のところ（国道14号辺り）に砂浜があり、その先に東京湾が広がっていた。そのため、昔は漁業も行われ、のり養殖なども盛んであった。また、首都圏の需要を支える野菜の産地としても栄え、特に砂丘部分の畑で収穫される幕張人参は味がよいことで高い評価を得ていた。
この先の海浜部分の埋め立てが始まったのは1960年代中頃からである。全体が計画都市として設計され、団地や教育施設、公共施設などが計画的に配置された。また災害時の場合を考慮して道路が広く取られていることも特徴である。これとほぼ時を同じくして、人参畑やサツマイモ畑が広がっていた花見川区の総武線沿線でも風景が変わり始め、ベッドタウン化が始まった。埋立地では1970年代から住民の入居が始まったものの、予定されていた鉄道の開業が遅れ、1986年にようやく千葉港駅（現:千葉みなと駅）-西船橋駅間で京葉線が部分開通した。その後1989年には東京モーターショーが東京都中央区晴海から幕張メッセに移り、1993年には地域のランドマークとなるホテルも開業し、新都心への飛躍を果たした。
一方、JR幕張駅周辺は1980年代ごろ、再開発計画がJR海浜幕張駅周辺の都市計画と同時に持ち上がり、幕張メッセへの総武線側の玄関としての構想が練られ、実際に一部自治体による土地買収も実施されたが、駅周辺や商店街の一部の商業者の賛同を得られず、計画は白紙撤回された。代わりに幕張本郷駅がその役目を担うことになった。

## 交通
花見川区幕張地域にはJR東日本総武本線と京成電鉄千葉線が、美浜区幕張地域にはJR東日本京葉線が通る。
前者の中心駅は幕張本郷駅および京成幕張本郷駅（同じ敷地にある）、後者の中心駅は海浜幕張駅である。
ただ、京葉線が開業した後も東京駅での他線からの乗り継ぎの便がよくないこと、また千葉県内の人口密集地が総武線・京成線側に集中していること、千葉運転免許センター（美浜区浜田）への交通の便を確保する目的もあって、幕張本郷駅と海浜幕張駅を結ぶ交通機関として京成バスによる連絡が日に100往復ほどされている。京成バスでは全長18メートルの連節バスを導入するなどして対応しているが輸送は限界に近く、運輸政策審議会の答申において「新しい交通システムの新設」が盛り込まれているものの、実現のめどは立っていない。
総武本線には幕張駅があるが、幕張新都心の施設群へは海浜幕張駅から行くのが便利である。幕張駅北口から海浜幕張駅までは千葉シーサイドバスが運行し、本数は少ないものの、約10分で両駅を結んでいる。なお、両駅は徒歩でも30分以内の距離である。ちなみに、幕張本郷 - 海浜幕張間の京成バスの運賃は現金220円であるが、幕張 - 海浜幕張間は170円と幕張駅経由のほうが低運賃で海浜幕張駅にたどり着けることもある。

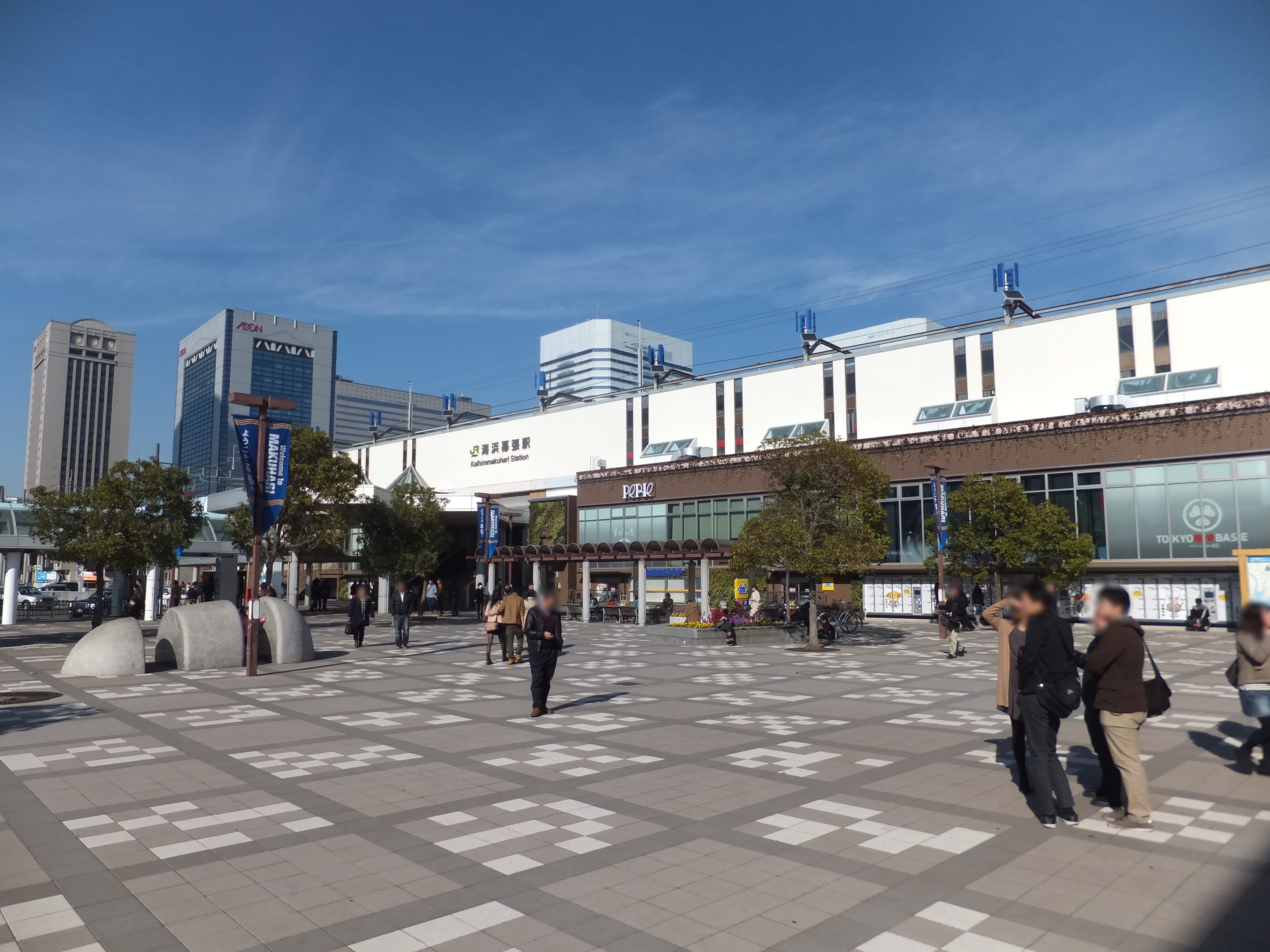
海浜幕張駅（千葉市美浜区）
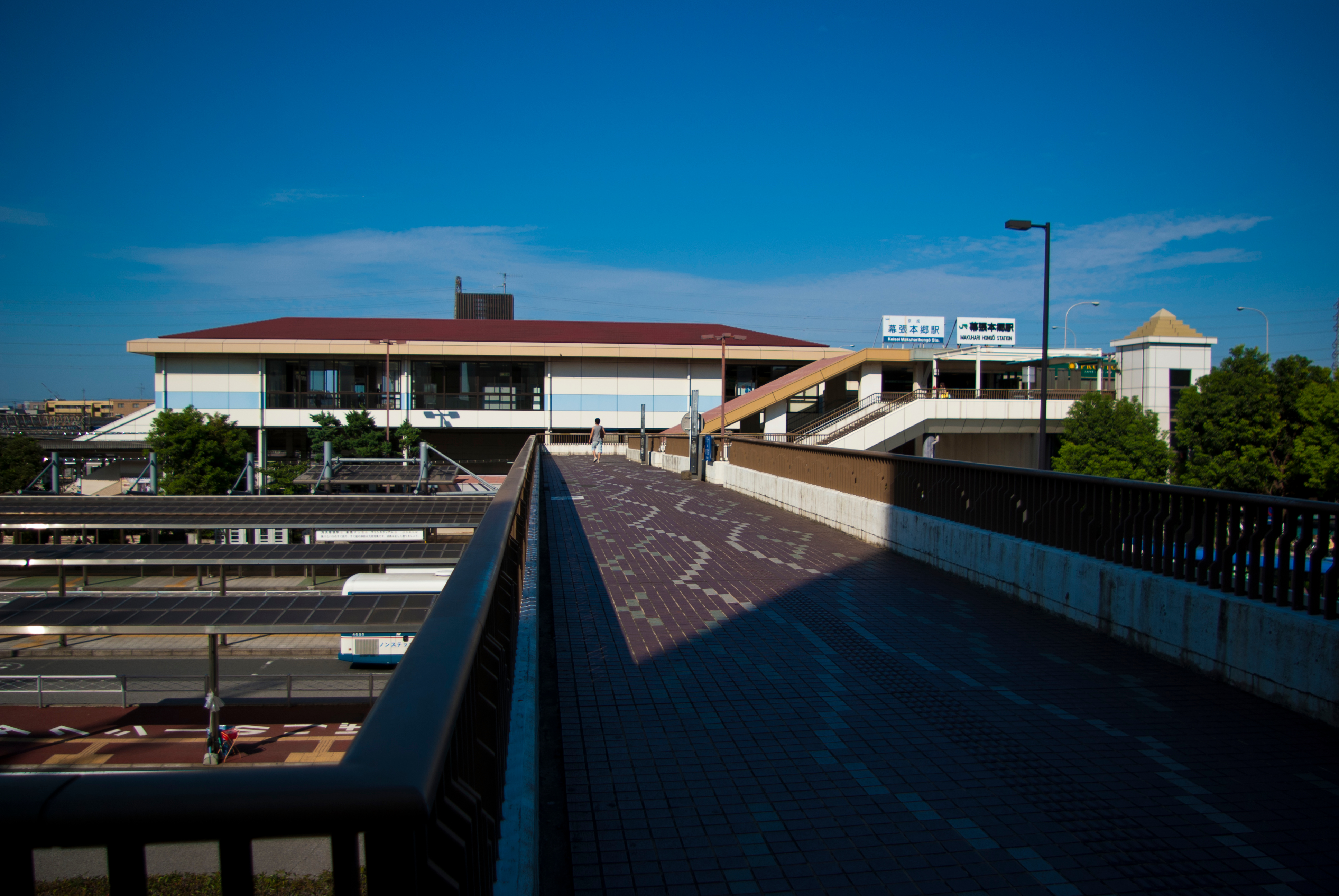
幕張本郷駅（千葉市花見川区）
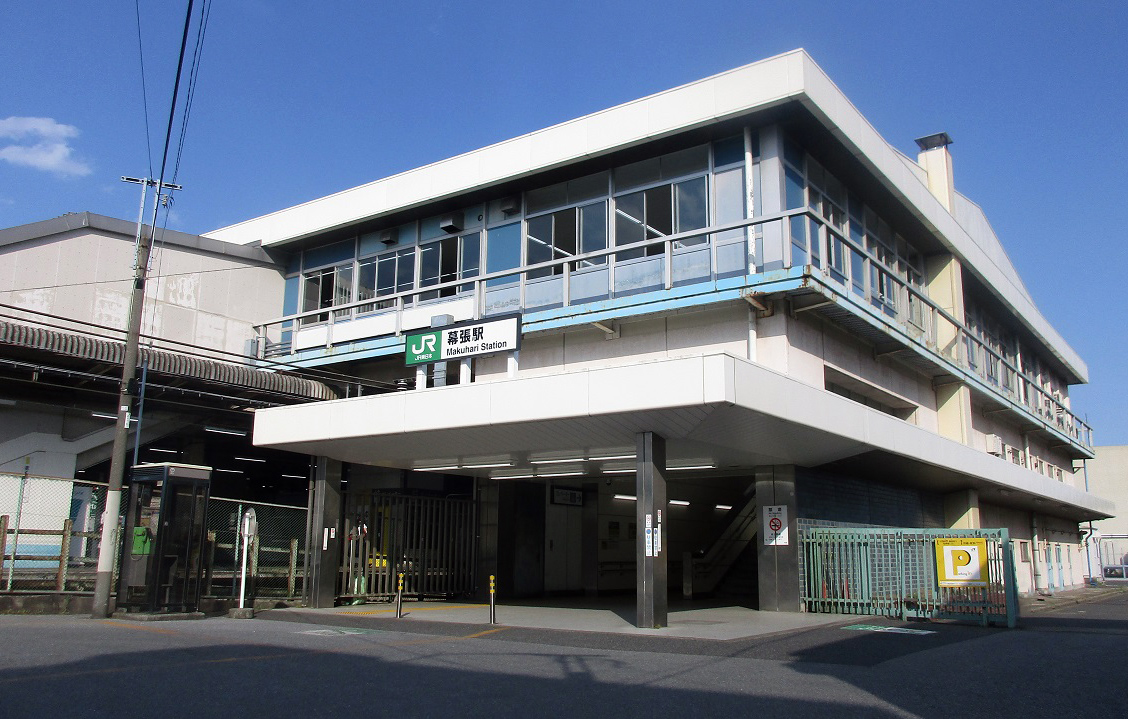
幕張駅（千葉市花見川区）